# 高雄市立大社國民中學
高雄市立大社國民中學（英語：Kaohsiung Municipal Dashe Junior High School，簡稱大社國中），坐落於高雄市大社區，為民國60年所創立之國民中學，現任校長楊志能。

## 歷史沿革
- 民國57學年度實施九年國教，全國成立國民中學（內含原初中改制）

- 民國60學年度由當時仁武國中校長謝雄飛奉命籌設，民國六十年八月一日在高雄縣大社鄉翠屏路100號正式成立。

- 民國61年8月1日省府核派高雄縣政府督學張淙嗚為首任校長。

- 民國66年8月8日張校長調任梓官國中，省派李湘濤接任二任校長。

- 民國78年2月28日李校長調任旗山國中，由李亞君校長接第三任校長。

- 民國83年2月1日李亞君校長退休，由潮寮國中校長楊宏政接任第四任校長。

- 民國86年8月1日楊校長宏政調任彌陀國中，大洲國中陳校長清泉接任。

- 民國90年8月1日陳清泉校長調教育局，由李蓮香校長接任。

- 民國97年8月1日李蓮香校長調橋頭國中，由盧世昌校長接任。

- 民國99年12月25日高雄縣市合併，校名更改為高雄市立大社國民中學。
- 民國101年8月1日盧世昌校長調福山國中，由陳維新校長接任。

## 歷任校長
| 任別 | 姓名   | 任職時間          | 備註     |
| 1    | 張淙嗚 | 61年8月至66年8月  | 首任校長 |
| 2    | 李湘濤 | 66年8月至78年2月  |          |
| 3    | 李亞君 | 78年3月至83年1月  |          |
| 4    | 楊宏政 | 83年2月至86年7月  |          |
| 5    | 陳清泉 | 86年8月至90年7月  |          |
| 6    | 李蓮香 | 90年8月至97年7月  |          |
| 7    | 盧世昌 | 97年8月至101年7月 |          |
| 8    | 陳維新 | 101年8月迄今      |          |
| 9    | 楊志能 | 未知              |          |